# Frero
Frero è un singolo del rapper danese Gilli, pubblicato il 21 maggio 2018 sulle etichette MXIII e Disco:wax.

## Tracce
Testi di Kian Rosenberg Larsson.
1. Frero – 3:45

## Formazione
- Gilli – voce
- Hennedub – tastiera, programmazione, produzione
- Jesper Vivid Vestergaard – mastering, missaggio

## Classifiche
| Classifica (2018) | Posizione massima |
| ----------------- | ----------------- |
| Danimarca         | 7                 |